# Vírusháború
A Vírusháború (kínaiul: 逆戰, pinjin: Nì zhàn, magyaros átírással: Ni csan, Jyutping: Jik6 Zin3; szó szerinti jelentése: „Szemben a háborúval”; angol címén: The Viral Factor) egy hongkongi akciófilm, melynek rendezője Dante Lam, főszereplői Jay Chou és Nicholas Tse. A filmet Hongkongban, Malajziában és Jordániában forgatták és 2012-ben, a kínai újévkor mutatták be.